# 6 août
Pour les articles homonymes, voir Six-Août.
6 juillet 6 septembre
Chronologies thématiques
- Croisades
- Ferroviaires
- Sports
- Disney
- Anarchisme
- Catholicisme

Abréviations / Voir aussi
- (° 1852) = né en 1852
- († 1885) = mort en 1885
- a.s. = calendrier julien
- n.s. = calendrier grégorien
- Calendrier
- Calendrier perpétuel
- Liste de calendriers
- Naissances du jour

Le 6 août ou 6 aout est le 218e jour de l'année du calendrier grégorien, 219e lorsqu'elle est bissextile, il en reste ensuite 147.
Son équivalent était généralement le 19 thermidor du calendrier républicain / révolutionnaire français, officiellement dénommé jour de la gentiane.

## Événements

### XIIIesiècle
- 1223 : sacre de Louis VIII et Blanche de Castille à Reims.

### XVIesiècle
- 1588 : l'Invincible Armada jette l'ancre devant Calais. La flotte anglaise profite de la nuit pour envoyer vers la flotte espagnole huit brûlots chargés de poudre et de ferraille, qui sèment une panique et un désordre indescriptible. C'est le début d'un grand désastre pour Philippe II d'Espagne, qui perdra en deux mois quatre-vingt vaisseaux et 16 000 hommes.
- 1589 : le siège de Paris, occupé par la Ligue catholique des Guise, est levé ; le nouveau roi de France Henri IV se porte plutôt sur Dieppe, qui l'accueille. Rouen résiste[2].

### XVIIesiècle
- 1612 : au Brésil, Daniel de La Touche, seigneur de la Ravardière, arrive au port de Javiré, sur l'île de Maranhão, avec la flotte française composée de trois bâtiments (la Régente, la Charlotte et la Sainte-Anne), et commence la construction d'un fort, auquel il donnera le nom de Saint-Louis (São Luis), en l'honneur du roi de France Louis XIII. Autour de ce fort se créera la ville de Saint-Louis de Maranhão (aujourd'hui São Luis do Maranhão, classée sur la Liste du patrimoine mondial par l'UNESCO).
- 1647 : arrivée en Nouvelle-France, à Québec, de Pierre Tremblay, ancêtre des Tremblay d'Amérique.
- 1661 : traité de La Haye. Paix définitive entre la République des Provinces-Unies et le Royaume de Portugal.

### XVIIIesiècle
- 1726 : l'Empire germanique et la Russie concluent une alliance contre la Turquie.

### XIXesiècle
- 1806 : fin du Saint-Empire romain germanique.
- 1824 : Simón Bolívar bat les Espagnols à la bataille de Junin (Pérou).
- 1825 : indépendance de la Bolivie.
- 1828 : Méhémet Ali, khédive d'Égypte, accepte les demandes britanniques en vue d'une évacuation de la Grèce.
- 1840 : le futur Napoléon III mène à Boulogne une deuxième tentative de coup d’État. Il sera ensuite condamné à la prison à vie[3].
- 1849 : la paix de Milan met fin à la première guerre d'indépendance italienne.
- 1870 : bataille de Frœschwiller-Wœrth (bataille de Reichshoffen).
- 1890 : première exécution par chaise électrique, dans l'établissement correctionnel d'Auburn dans l’État de New York.
- 1896 : Madagascar devient colonie française.

### XXesiècle
- 1918 : Foch est fait maréchal de France.
- 1945 : bombardement d'Hiroshima au Japon par les États-Unis avec une bombe à l'uranium, causant 70 000 morts et de nombreux blessés.
- 1947 : résolution no 28 du Conseil de sécurité des Nations unies, relative à la question grecque.
- 1953 : le maréchal Tito réclame l'internationalisation de Trieste.
- 1962 :
  - au Cambodge, Chau Sen Cocsal est nommé Premier ministre.
  - indépendance de la Jamaïque.
- 1973 : bombardement par erreur de la ville cambodgienne de Neak Luong, par l'armée américaine, causant la mort de centaines de civils.
- 1985 : 
  - disparition de Philippe de Dieuleveult au cours de la descente Africa-Raft, aux environs d'Inga (RDC, alors Zaïre).
  - signature du traité de Rarotonga par les États de l'Océanie, visant à créer une zone d'exclusion des armes nucléaires dans le Pacifique sud.
- 1990 :
  - Benazir Bhutto est chassée du pouvoir par l'armée et les mouvements intégristes musulmans.
  - la résolution no 661 du Conseil de sécurité des Nations unies, adoptée par 13 voix et 2 abstentions (Cuba et le Yémen), décide d’un embargo commercial, financier et militaire contre l'Irak.

### XXIesiècle
- 2002 : le mouvement d'extrême droite français Unité radicale, auquel appartenait Maxime Brunerie, est dissous par décret.
- 2004 : loi de bioéthique en France.
- 2008 : en Mauritanie, un coup d'État militaire arrête le président Sidi Mohamed Ould Cheikh Abdallahi, et le Premier ministre Yahya Ould Ahmed El Waghef.
- 2011 : déclenchement d'émeutes à Londres, dans le quartier de Tottenham.
- 2017 : le régime syrien reprend la ville d'Al-Soukhna à l'État islamique.
- 2021 : en Afghanistan, l'offensive des talibans se poursuit avec la prise de Zarandj, première capitale provinciale à passer sous leur giron depuis le début de l'offensive en mai[4].
- 2024 : en Palestine, Yahya Sinwar succède à Ismaël Haniyeh, assassiné à Téhéran, le 31 juillet 2024[5], à la tête du Hamas.

## Arts, culture et religion
- 1623 : le cardinal Maffeo Barberini, descendant d'une noble famille florentine, est élu pape et, en acceptant son élection, prend le nom d'Urbain VIII.
- 1791 : ouverture de la Porte de Brandebourg à Berlin.
- 1908 : découverte archéologique de la Vénus de Willendorf.
- 1965 : sortie de l'album Help!, des Beatles.
- 2013 : échouage à Aliağa en Turquie pour démolition du paquebot de la série américaine "La croisière s'amuse" (Love boat), l'ancien Pacific princess qui avait été construit en Allemagne de l'ouest[6],[7].

## Sciences et techniques
- 1961 : le Soviétique Guerman Titov réalise le deuxième vol spatial habité de l’histoire.
- 1971 : éclipse lunaire.
- 1991 : Tim Berners-Lee annonce la naissance du World Wide Web.
- 2012 : le véhicule d’exploration Curiosity, cinq fois plus lourd que ses prédécesseurs, se pose dans le cratère Gale, sur la planète Mars.
- 2014 : la sonde spatiale européenne Rosetta atteint, à 09H29 GMT, son point de rendez-vous avec la comète Tchourioumov-Guérassimenko, qu'elle va escorter vers le Soleil pour tenter de percer ses secrets, une première scientifique.
- 2015 : ouverture du nouveau canal de Suez en Égypte.

## Économie et société
- 1995 :
  - les pubs anglais, au Royaume-Uni, ouvrent le dimanche, pour la première fois depuis 1872.
  - les cyclistes parisiens peuvent circuler librement, sur certains quais de la Seine.
- 2005 : écrasement du vol Tuninter 1153, au large de Palerme.
- 2016 : à Charleroi, en Belgique, deux policières sont victimes d'attaques à la machette.
- 2020 : à l'île Maurice, une brèche dans la coque du MV Wakashio échoué depuis le 25 juillet provoque une marée noire sur la barrière de corail[8].
- 2023 : au Pakistan, près de Nawabshah, un déraillement d'un train express survient et au moins 30 personnes sont tuées et plus de 200 autres blessées[9].
- 2025 : au Ghana, un accident d'hélicoptère fait huit morts dont deux ministres[10].

## Naissances

### XIIesiècle
- 1180 : Go-Toba, empereur du Japon († 28 mars 1239).

### XVesiècle
- 1475 :Jean de Witte, prêtre dominicain méridionaux et humaniste des Pays-Bas († 15 août 1540).

### XVIesiècle
- 1504 : Matthew Parker, archevêque de Cantorbéry de 1559 à sa mort († 17 mai 1575).

### XVIIesiècle
- 1619 : Barbara Strozzi, cantatrice et compositrice italienne († 11 novembre 1677).
- 1622 : Jean-Baptiste Gonthier, seigneur de Longeville, Thiais, Choisy et Grignon, conseiller au Grand Conseil en 1649, président en la chambre des Comptes de Paris, de 1667 à 1675 († non précisée).
- 1638 : Nicolas Malebranche, théologien, prêtre oratorien et philosophe français († 13 octobre 1715).
- 1644 : Louise de La Vallière, duchesse de La Vallière, première maîtresse officielle de Louis XIV († 7 juin 1710)
- 1651 : François de Salignac de La Mothe-Fénelon dit « Fénelon », homme d'Église et écrivain français, archevêque de Cambrai († 7 janvier 1715).
- 1656 : Claude de Forbin, officier de marine français du Grand Siècle († 2 mars 1733).
- 1665 : Jean-Baptiste Lully fils, musicien français († 9 mars 1743).
- 1666 : Marie-Sophie de Neubourg, Reine consort de Portugal († 4 août 1699).
- 1682 : Louis de France, duc de Bourgogne, dauphin de France, petit-fils du roi Louis XIV († 18 février 1712).
- 1697 : Charles VII, empereur romain germanique de 1742 à 1745 († 20 janvier 1745).

### XVIIIesiècle
- 1723 : Marcus Élieser Bloch, médecin et naturaliste allemand († 1799).
- 1739 : Marc-Théodore Bourrit, alpiniste, chantre, compositeur, artiste peintre, graveur, écrivain et historiographe suisse († 7 octobre 1819).
- 1753 : François Levaillant, explorateur, collectionneur et ornithologue français († 22 novembre 1824).
- 1768 : Jean-Baptiste Bessières, maréchal d'Empire français († 1er mai 1813).
- 1775 : 
  - Daniel O'Connell, homme politique irlandais, surnommé « the Liberator » ou « the Emancipator » († 15 mai 1847).
  - Louis de France, duc d'Angoulême, dauphin de France, fils du roi Charles X († 3 juin 1844).
- 1789 : Friedrich List, économiste germano-américain († 30 novembre 1846).

### XIXesiècle
- 1804 : Napoléon Mortier de Trévise, aristocrate français († 29 décembre 1869).
- 1809 : Alfred Tennyson, poète britannique († 6 octobre 1892).
- 1846 : Louis Lépine, avocat et homme politique français, créateur du concours éponyme († 9 novembre 1933).
- 1868 : Paul Claudel, dramaturge, poète et académicien français († 23 février 1955).
- 1881 : 
  - Alexander Fleming, médecin, biologiste et pharmacologue britannique, co-découvreur de la pénicilline, prix Nobel de physiologie ou médecine en 1945 († 11 mars 1955).
  - Louella Parsons, journaliste et chroniqueuse mondaine américaine († 9 décembre 1972).
  - Leo Carrillo, acteur américain († 10 septembre 1961).
- 1891 : Yvette Andréyor, actrice française († 30 octobre 1962).
- 1892 : Frank Tuttle, cinéaste et scénariste américain († 6 janvier 1963).
- 1894 : Harry Cobby, haut commandant de la Royal Australian Air Force († 11 novembre 1955).
- 1899 : Dinah Lauterman, musicienne, artiste et sculptrice canadienne († 14 juin 1945).
- 1900 : Cecil Howard Green, géophysicien et homme d’affaires américain, fondateur de la société Texas Instruments († 11 avril 2003).

### XXesiècle
- 1902 : Dutch Schultz, mafieux américain († 24 octobre 1935).
- 1904 : Jean Zay, avocat et homme d'État français, ministre de l'Éducation nationale de 1936 à 1939 († 20 juin 1944).
- 1908 : René de La Croix de Castries (dit le « duc de Castries »), historien et académicien français († 17 juillet 1986).
- 1910 : Charles Crichton, producteur, réalisateur et scénariste britannique († 14 septembre 1999).
- 1911 :
  - Lucille Ball, actrice américaine († 26 avril 1989).
  - Annibale Frossi, footballeur italien († 26 février 1999).
- 1915 : Rina Lasnier, poète et dramaturge québécoise († 9 mai 1997).
- 1917 : Robert Mitchum, acteur américain († 1er juillet 1997).
- 1918 : Norman Granz, imprésario et producteur de jazz américain († 22 novembre 2001).
- 1920 : Hubert Germain, résistant français plusieurs fois ministre, dernier compagnon de la Libération en vie, devenu centenaire († 12 octobre 2021).
- 1921 : Gianni Bongioanni, réalisateur italien († 21 janvier 2018).
- 1923 : Paul Hellyer, homme politique canadien († 8 août 2021).
- 1924 : Philippe Washer, joueur de tennis belge († 27 novembre 2015).
- 1925 :
  - Barbara Bates, actrice américaine († 18 mars 1969).
  - Gérard Castello-Lopes, photographe portugais († 12 février 2011).
  - Matías González, footballeur uruguayen († 12 mai 1984).
- 1926 : Frank Finlay, acteur britannique († 30 janvier 2016).
- 1927 :
  - Jack Elliott (en), compositeur américain pour le cinéma et la télévision († 18 août 2001).
  - Jean Elleinstein, historien français († 16 janvier 2002).
  - Pepín Martín Vázquez, matador espagnol († 27 février 2011).
- 1928 :
  - Jean-Christophe Averty, homme de radio et de télévision français († 4 mars 2017).
  - Jean Carrière, écrivain français († 8 mai 2005).
  - Roch La Salle, homme politique québécois († 20 août 2007).
  - Andy Warhol, artiste américain († 22 février 1987).
- 1930 : 
  - Abbey Lincoln, chanteuse de jazz américaine († 14 août 2010).
  - Tsutomu Ōshima, karatéka japonais.
- 1931 :
  - Jean-Louis Chautemps, saxophoniste français de jazz († 25 mai 2022).
  - Max Gros-Louis (ou Oné Onti), grand chef de la nation Huronne-Wendat de Wendake, près de Québec, de 1964 à 2008 († 14 novembre 2020).
  - Bernard Lamarre, ingénieur et homme d’affaires québécois († 30 mars 2016).
- 1934 : Edmond Simeoni, homme et militant politique, médecin de profession, père du nationalisme moderne en Corse († 14 décembre 2018).
- 1937 : Baden Powell de Aquino, guitariste et compositeur brésilien († 26 septembre 2000).
- 1941 : Joseph Gonzales, boxeur français vice-champion olympique.
- 1942 : George Jung, trafiquant de drogue américano-colombien († 5 mai 2021).
- 1943 : Jon Postel, informaticien américain, l'un des fondateurs de l'Internet († 16 octobre 1998).
- 1944 : Burt Blanca, musicien et auteur-compositeur belge.
- 1945 : Andy Messersmith (en), joueur de baseball américain.
- 1946 : 
  - Élisabeth Guigou, femme politique française, plusieurs fois ministre.
  - Jean-Louis Olry, céiste français, médaillé olympique.
- 1948 : 
  - Mykola Avilov, décathlonien ukrainien, champion olympique.
  - Dino Bravo (Adolfo Bresciano dit), lutteur italo-canadien († 11 mars 1993).
- 1950 : Winston E. Scott, astronaute américain.
- 1951 : 
  - Catherine Hicks, actrice américaine.
  - Christophe de Margerie, homme d'affairres français († 20 octobre 2014).
- 1953 : 
  - Françoise Bourdon, romancière française.
  - Anatoliy Bykov, lutteur soviétique, champion olympique.
- 1956 :
  - Stepfanie Kramer, actrice, écrivaine, chanteuse et compositrice américaine.
  - Rober Racine, artiste, compositeur et écrivain québécois.
- 1957 : Patrick Borg, acteur, directeur artistique et doubleur vocal français.
- 1958 :
  - Randy DeBarge (en), chanteur et bassiste américain de son groupe DeBarge.
  - Philippe Jeannol, footballeur puis consultant télé français.
  - Didier Reynders, homme politique belge
- 1959 : Thierry Janeczek, joueur de rugby à XV français.
- 1960 : Philippe Omnès, fleurettiste français.
- 1961 : 
  - Karl Zéro (Marc Tellenne dit), animateur de télévision, écrivain, chanteur, réalisateur et acteur français.
  - Ramón López, batteur de jazz espagnol.
- 1962 :
  - Gregory Chamitoff, astronaute américain
  - Marc Lavoine, chanteur et acteur français.
  - Michelle Yeoh (Yeoh Choo-Kheng dite 杨紫琼), actrice malaisienne.
- 1963 : Kevin Mitnick, pirate informatique américain.
- 1965 :
  - Luc Alphand, skieur français.
  - Olivier Megaton, réalisateur, peintre, écrivain, scénariste, producteur et monteur français.
  - Stéphane Peterhansel, pilote de moto et d'automobile français.
  - David Robinson, joueur de basket-ball américain.
- 1966 : Sarah Pettit, journaliste américaine, militante des droits LGBT et rédactrice en chef.
- 1967 :
  - Julie Snyder, animatrice et productrice de télévision québécoise.
  - Marcel Wüst, cycliste sur route allemand.
- 1969 : Elliott Smith, musicien américain († 21 octobre 2003).
- 1970 : Manoj Night Shyamalan (മനോജ് നൈറ്റ് ശ്യാമളൻ), réalisateur indien.
- 1972 : Geri Halliwell, chanteuse britannique des Spice Girls.
- 1973 :
  - Christophe Legoût, pongiste français.
  - Stuart O'Grady, cycliste australien.
- 1974 : Adrian Voinea, joueur de tennis roumain.
- 1975 : Renate Götschl, championne de ski autrichienne.
- 1976 : 
  - André Florschütz, lugeur allemand.
  - Soleil Moon Frye, actrice américaine.
  - Travis Kalanick, entrepreneur américain, fondateur de l'application Uber.
- 1980 : Gabriele Bosisio, cycliste sur route italien.
- 1981 :
  - Lucie Décosse, judokate française.
  - Kader Keita, footballeur ivoirien.
  - Vitantonio Liuzzi, pilote de F1 italien.
  - Travie McCoy, chanteur et rappeur américain, membre fondateur du groupe Gym Class Heroes.
- 1983 : Robin van Persie, footballeur néerlandais.
- 1984 :
  - Sofia Essaïdi, chanteuse et comédienne française.
  - Vedad Ibišević, footballeur bosniaque.
- 1985 :
  - Mickaël Delage, cycliste sur route français.
  - Bafétimbi Gomis, footballeur français.
  - Marcus Hall, basketteur américain.
  - Roman Prokoph, footballeur allemand attaquant en Autriche.
- 1986 : Jérôme Coppel, cycliste sur route français.
- 1987 : Rémy Riou, footballeur français.
- 1988 :
  - Aymen Abdennour (أيمن عبد النور), footballeur tunisien.
  - Mai Phương Thúy, Miss Vietnam 2006.
  - Simon Mignolet, footballeur belge.
- 1990 : Douglas, footballeur brésilien.
- 1991 : Jiao Liuyang (焦刘洋), nageuse chinoise.
- 1993 : Kimberly Ryder, actrice indonésienne.
- 1995 : Aleksandar Vezenkov (Александър Везенков), basketteur bulgare.
- 1997 : Marcus Thuram, footballeur français.
- 1998 : Einar Lurås Oftebro, skieur de combiné nordique norvégien.

### XXIesiècle
- 2001 : Ty Simpkins, acteur américain.
- 2002 : Nessa Barrett, chanteuse américaine.
- 2003 : Luca Nardi, joueur de tennis italien.
- 2005 : Matthew Brennan, coureur cycliste britannique.

## Décès

### IIIesiècle
- 258 : Sixte II (ou Syxte / Xyste II, Ξυστός Β΄ en grec), 24e pape chrétien de 257 à cette mort, le premier à porter un nom déjà utilisé (par Sixte Ier au IIe siècle ; ° à une date non connue mais considéré comme saint ci-après).

### VIesiècle
- 523 : Hormisdas, 52e pape, de 514 à sa mort (° 450).

### XIIIesiècle
- 1272 : Étienne V, roi de Hongrie, de 1270 à 1272 (° 18 octobre 1239).
- 1273 ou 1274 : Conrad II de Głogów, duc de Głogów et évêque catholique (° vers 1230).

### XVesiècle
- 1414 : Ladislas Ier, roi de Naples, de 1386 à 1414 (° 15 février 1377).
- 1458 : Calixte III (Alonso de Borja i Llançol dit), pape de 1455 à sa mort (° 31 décembre 1378).
- 1499 : Jean Bilhères de Lagraulas, cardinal français catholique (° vers 1434 ou 1439).

### XVIesiècle
- 1537 : Rodrigo Luis de Borja y de Castre-Pinós, cardinal espagnol catholique (° 1524).
- 1585 : Ermak Timofeïévitch, explorateur moscovite (° 1532 ou 1537).
- 1588 : Josias Ier de Waldeck-Eisenberg, noble allemand (° 18 mars 1554).

### XVIIesiècle
- 1637 : Ben Jonson, poète et dramaturge anglais (° 11 juin 1572).
- 1660 : Diego Vélasquez, peintre espagnol (° 5 juin 1599).
- 1661 : Angélique Arnauld, abbesse catholique française (° 8 septembre 1591).
- 1699 : Albert de Saxe-Cobourg, aristocrate allemand (° 24 mai 1648).

### XVIIIesiècle
- 1746 : Christian VI, roi de Danemark et de Norvège, de 1730 à 1746 (° 30 novembre 1699).
- 1755 : Auguste-Louis d'Anhalt-Köthen, noble allemand (° 9 juin 1697).
- 1794 : Henry Bathurst, avocat et un homme politique britannique (° 20 mai 1714).
- 1796 : David Allan, peintre écossais (° 13 février 1744).

### XIXesiècle
- 1825 : Vitold Jean Henri de Wolodkowicz dit Jean Henri, général polonais de la Révolution et de l’Empire (° 17 septembre 1765).
- 1828 : Konstantin von Benckendorff, diplomate et général russe (° 31 janvier 1785).
- 1873 : Odilon Barrot, homme politique français (° 19 juillet 1791).
- 1875 : Gabriel García Moreno, président, militaire et écrivain équatorien (° 24 décembre 1821).
- 1881 : James White, cofondateur de l'Église adventiste du septième jour (° 4 août 1821).
- 1886 : 
  - Jean-François Abeloos, sculpteur et peintre belge (° 14 décembre 1819).
  - Henriette André-Walther, philanthrope française (° 14 juin 1807).
  - Charles Victor Oudart, fonctionnaire belge (° 2 février 1815).
  - Wilhelm Scherer, linguiste autrichien (° 26 avril 1841).
- 1890 : William Kemmler, premier détenu exécuté par la chaise électrique (° 9 mai 1860).

### XXesiècle
- 1904 : Eduard Hanslick, écrivain et critique musical autrichien (° 11 septembre 1825).
- 1911 : Florentino Ameghino, naturaliste, paléontologue et anthropologue argentin (° 19 septembre 1853).
- 1915 : Benjamin Tracy, homme politique américain, secrétaire à la Marine des États-Unis de 1889 à 1893 (° 26 avril 1830).
- 1916 : Franz Eckert, musicien prussien (° 5 avril 1852).
- 1925 : 
  - Gregorio Ricci-Curbastro, mathématicien italien (° 12 janvier 1853).
  - Grigori Kotovski, chef militaire et militant communiste soviétique (°12 juin 1881).
- 1931 : Bix Beiderbecke, cornettiste et pianiste de jazz américain (° 10 mars 1903).
- 1942 : Roman Kramsztyk, peintre polonais (° 18 août 1885).
- 1943 : Zinaida Mareseva, militaire soviétique (° 20 juin 1923).
- 1944 :
  - Franciszek Brzeziński, compositeur et critique polonais (° 6 septembre 1867).
  - Dietrich Kraiß, général allemand
- 1945 :
  - Richard Bong, pilote américain (° 24 septembre 1920).
  - Hiram Johnson, homme politique californien (° 2 septembre 1866).
- 1959 : Preston Sturges, scénariste et réalisateur américain (° 29 août 1898).
- 1961 : Joseph-Ernest Van Roey, cardinal belge, archevêque de Malines (° 13 janvier 1874).
- 1964 : Cedric Hardwicke, acteur britannique (° 19 février 1893).
- 1973 : Fulgencio Batista, dictateur cubain de 1952 à 1959 (° 16 janvier 1901).
- 1975 : Alphonse d'Orléans, infant de la famille royale espagnole et aviateur (° 12 novembre 1886).
- 1976 : 
  - Gregor Piatigorsky (Григо́рий Па́влович Пятиго́рский), violoncelliste et pédagogue russe naturalisé américain (° 17 avril 1903).
  - Werner Junck, général de l'aviation allemande (° 28 décembre 1895).
- 1978 : Paul VI (Giovanni Battista Montini dit), 262e pape, de 1963 à sa mort (° 26 septembre 1897).
- 1983 : Klaus Nomi (Klaus Sperber dit), chanteur allemand, l'une des toutes premières célébrités à décéder des causes du SIDA (° 24 janvier 1944).
- 1985 : 
  - Philippe de Dieuleveult, animateur de télévision français, disparu vers le fleuve africain Congo (° 4 juillet 1951).
  - Ramón Ernesto Cruz Uclés, président du Honduras (° 4 janvier 1903).
- 1986 : Emilio Fernández, acteur et réalisateur mexicain (° 26 mars 1904).
- 1987 : Léon Noël, homme politique, diplomate, industriel et essayiste français, premier président du Conseil constitutionnel de 1959 à 1965, ambassadeur en Pologne de 1935 à 1940, ministre plénipotentiaire en Tchécoslovaquie de 1932 à 1935 et académicien ès sciences morales et politiques (° 28 mars 1888).
- 1988 :
  - Anatoli Levtchenko (Анатолий Семенович Левченко), cosmonaute ukrainien (° 21 mai 1941).
  - Francis Ponge, poète français (° 27 mars 1899).
- 1989 : Hubert Beuve-Méry, journaliste français, fondateur du quotidien Le Monde (° 5 janvier 1902).
- 1990 : Jacques Soustelle, homme politique et ethnologue français, plusieurs fois ministre, commissaire à l'information de la France libre de 1942 à 1943, chef des Services de renseignement de 1943 à 1944, et gouverneur de l'Algérie de 1955 à 1956, académicien français (° 3 février 1912).
- 1991 : 
  - Chapour Bakhtiar (شاپور بختیار,), homme politique iranien, Premier ministre de janvier à février 1979 (° 26 juin 1914).
  - Roland Michener, homme politique canadien, gouverneur général du Canada de 1967 à 1974 (° 19 avril 1900).
- 1994 : Domenico Modugno, chanteur et compositeur italien (° 9 janvier 1928).
- 1998 : André Weil, mathématicien français académicien ès sciences (° 6 mai 1906).

### XXIesiècle
- 2001 : Jorge Amado, écrivain brésilien (° 10 août 1912).
- 2002 :
  - Edsger Dijkstra, mathématicien et informaticien néerlandais (° 11 mai 1930).
  - Jean Sauvagnargues, homme politique français, ministre des Affaires étrangères de 1974 à 1976 (° 2 avril 1915).
- 2004 : Rick James, chanteur américain (° 1er février 1948).
- 2005 :
  - Robin Cook, homme politique britannique, secrétaire d'État aux Affaires étrangères et Commonwealth d'un gouvernement Blair de 1997 à 2001, ministre des relations avec le Parlement et les Communes de 2001 à 2003 et président du Parti socialiste européen de 2001 à 2004 (° 28 février 1946).
  - Ibrahim Ferrer, chanteur cubain en soliste puis du Buena Vista Social Club (° 20 février 1927).
- 2007 : Heinz Barth, criminel de guerre allemand, responsable du massacre d'Oradour-sur-Glane (° 15 octobre 1920).
- 2009 : 
  - Ahmed Bennani (أحمد بناني), secrétaire d'État, ministre et gouverneur marocain (° 12 décembre 1926).
  - Willy DeVille, chanteur, compositeur et acteur américain (° 25 août 1950).
  - John Hughes, scénariste, producteur, réalisateur et acteur américain (° 18 février 1950).
- 2011 : Henri Tisot, acteur, imitateur, humoriste et écrivain français (° 1er juin 1937).
- 2012 : Marvin Hamlisch, pianiste, compositeur et chef d'orchestre américain (° 2 juin 1944).
- 2014 :
  - Imre Bajor, acteur hongrois (° 9 mars 1957).
  - Norman Lane, céiste canadien (° 6 novembre 1919).
  - Jacqueline Staup, actrice française (° 12 juin 1932).
- 2015 :
  - Mircea Dobrescu, boxeur roumain (° 5 septembre 1930).
  - Ulla Lindkvist, athlète de course d'orientation suédoise (° 30 août 1939).
  - Orna Porat, actrice de théâtre israélienne (° 6 juin 1924).
- 2016 :
  - José Becerra, boxeur mexicain, champion du monde des poids coq de 1959 à 1960 (° 15 avril 1936).
  - Philip Bialowitz, résistant polonais, survivant de l'Holocauste (° 25 novembre 1925).
  - Helen Delich Bentley, femme politique américaine (° 28 novembre 1923).
  - Pete Fountain (Pierre Dewey LaFontaine Jr. dit), clarinettiste et saxophoniste américain (° 3 juillet 1930).
  - Ivo Pitanguy, chirurgien brésilien (° 5 juillet 1923).
  - Michael Walter, lugeur allemand, champion du monde en 1985 (° 12 mars 1959).
- 2017 :
  - Nicole Bricq, femme politique française (° 10 juin 1947).
  - Betty Cuthbert, athlète australienne, quadruple championne olympique, en 1956 et 1964 (° 20 avril 1938).
  - Darren Daulton, joueur de baseball américain (° 3 janvier 1962).
  - Jules Dufour, géographe, professeur et chercheur canadien (° 1941).
  - Daniel McKinnon, hockeyeur sur glace américain (° 21 avril 1922).
  - Jack Rabinovitch, homme d'affaires et philanthrope canadien (° 24 juin 1930).
  - Martin Roth, historien et professeur d'université (° 16 janvier 1955).
- 2018 : 
  - Amadou Abdoulaye Dieng, militaire sénégalais (° 20 mars 1932).
  - Jean-Gabriel Ferlan, pianiste français (° 4 septembre 1950).
  - Christian Habicht, historien allemand (° 23 février 1926).
  - Margaret Heckler, femme politique américaine (° 21 juin 1931).
  - Nat Indrapana, dirigeant sportif thaïlandais (° 6 mars 1938).
  - Jimmy il Fenomeno, acteur italien (° 22 avril 1932).
  - Paul Laxalt, homme politique américain (° 2 août 1922).
  - Joël Robuchon, chef cuisinier français (° 7 avril 1945).
- 2019 :
  - Krystyna Dańko, Juste parmi les nations polonaise (° 9 juillet 1917).
  - Sushma Swaraj, femme politique indienne (° 14 février 1952).
- 2020 : 
  - Nikolai van der Heyde, réalisateur et scénariste néerlandais (° 23 janvier 1936).
  - Wilbert McClure, boxeur américain (° 29 octobre 1938).
  - Louis Meznarie, préparateur de motos et d'autos français (° 14 janvier 1930).
  - Paul Schaffer, électronicien et industriel français (° 27 novembre 1924).
  - Brent Scowcroft, officier américain (° 19 mars 1925).
  - Bernard Stiegler, philosophe français axé surtout sur les nouvelles technologies numériques, fondateur et président du groupe de réflexion philosophique Ars industrialis et de l'Institut de recherche et d'innovation (IRI) du centre Georges-Pompidou (° 1er avril 1952).
  - Apisai Tora, syndicaliste et homme politique fidjien (° 5 janvier 1934).
  - Pierre Viot, haut-fonctionnaire français (° 9 avril 1925).
- 2021 : 
  - Noureddine Bahbouh, homme politique algérien (° 24 janvier 1949).
  - Christian Dumont, biathlète français (° 19 avril 1963).
  - Arieh Gamliel, homme politique israélien (° 11 mars 1951).
  - Donald Kagan, historien américain (° 1er mai 1932).
  - Laura Lepetit, éditrice féministe italienne (° 3 août 1932).
- 2022 : 
  - Carlo Bonomi, acteur italien (° 12 mars 1937).
  - Raymond Lebreton, coureur cycliste français (° 29 août 1941).
  - Daniel Lévi, auteur-compositeur-interprète et pianiste français (° 26 août 1961).
  - Thomas G. Phillips, physicien du solide et astronome américain (° 18 avril 1937).
  - Boudjemaa Talai, homme politique algérien (° 17 mai 1952).
- 2023 :
  - Gilles Gilbert, hockeyeur sur glace canadien (° 31 mars 1949).
  - Veniamin Mandrykin, footballeur international russe (° 30 août 1981).
  - Roger Pirenne, prêtre missionnaire scheutiste belge (° 9 août 1934).
  - Ingrid Schmidt, nageuse est-allemande puis allemande (° 3 mars 1945).
- 2024 :
  - Jaume Alomar, coureur cycliste espagnol (° 24 décembre 1937).
  - Claire Auzias, universitaire et historienne française (° 28 avril 1951).
  - James Bjorken, physicien théoricien américain (° 22 juin 1934).
  - Connie Chiume, actrice sud-africaine (° 5 juin 1952).
  - Suzanne Débarbat, astronome française (° 4 septembre 1928).
  - Sheila Golden Kussner, philanthrope canadienne (° 1932).
  - Monique Jacot, photographe et reporter-photographe suisse (° 19 août 1934).
  - Waldemar Marszałek, pilote motonautique polonais (° 13 avril 1942).
- 2025 :
  - Ðorđe Andrijašević, basketteur puis entraîneur yougoslave puis serbe (° 5 mai 1931).
  - Gianni Berengo Gardin, photographe et un photojournaliste italien (° 10 octobre 1930).
  - Edward Omane Boamah, homme politique ghanéen (° 26 décembre 1974).
  - Alain de Dieuleveult, auteur français (° 11 avril 1926).
  - Ibrahim Murtala Muhammed, homme politique ghanéen (° 14 décembre 1974).
  - Suleiman Obeid, footballeur palestinien (° 24 mars 1984).
  - Eddie Palmieri, pianiste, compositeur et arrangeur américain (° 15 décembre 1936).
  - Sylvio Perlstein, Bijoutier, diamantaire et collectionneur d'œuvres d'art belgo-brésilien (° 1931).

## Célébrations

### Internationale
Organisation mondiale de la santé : sixième journée internationale de la Semaine mondiale de l’allaitement maternel.

### Nationales
- Argentine : día de la enseñanza agropecuaria / « journée de l'enseignement agricole » depuis 1959.
- Bolivie : día de la independencia /« fête de l'indépendance » commémorant l'indépendance vis-à-vis de l'Espagne en 1825.
- Colombie : second jour du carnaval de Bogota (voir la veille 5 août).
- Émirats arabes unis : anniversaire de la prise de pouvoir de Zayed ben Sultan Al Nahyane comme émir d'Abou Dabi en 1966.
- Hiroshima (Japon) : cérémonie du mémorial de la paix.
- Jamaïque : fête de l'indépendance commémorant l'indépendance vis-à-vis du Royaume-Uni en 1962.
- Salvador et christianisme : día del divino salvador del mundo / « fête du divin sauveur du monde », saint patron de la République, en ce 6 août de Transfiguration dudit sauveur ci-après.
- Sendai (Japon) : date possible pour la fête des étoiles Tanabata comme pour les nuits des étoiles au moins en France (6, 7 et 8 août en 2022).

### Religieuses
Christianisme :
- Transfiguration de Jésus de Nazareth dit le Christ sur le mont T(h)abor (catholiques comme ci-après et orthodoxes à une autre date possible plus julienne).
- Saint-Sauveur comme ci-après, à cette occasion sans doute (fête du pays Salvador ci-avant).
- Lecture d'Am. 4, 12-13 ; Za. 14, 16-21 ; II Pi. 1, 12-19 et Mt. 17, 1-9, dans le lectionnaire de Jérusalem, avec pour mots communs : montagne (Am., Mt., II Pi.) et tentes (souk(k)ot hébraïques) (Za., Mt., II Pi.).

### Saints des Églises chrétiennes

#### Saints des Églises catholiques et orthodoxes
Référencés ci-après in fine, :
- Hormisdas († 523), originaire de Campanie, diacre du pape saint Symmaque, puis lui-même 52e pape de 514 à 523.
- Juste et Pasteur († 304), enfants martyrisés à Complutum (aujourd'hui Alcalá de Henares en Castille et Espagne) durant la persécution de l'empereur romain Dioclétien sous Daciano.
- Stapin de Carcassonne (VIIIe siècle), évêque.
- Sixte / Syxte, Xyst(e) († 258), 24e pape chrétien (et 2e ainsi nommé) de 257 à sa mort terrestre ci-avant, avec ses diacres et sous-diacres Félicissime, Agapit, Janvier, Magnus, Vincent, Étienne (martyres à proprement parler commémorés le lendemain 7 août) et Laurent exécuté le 10.

#### Saints et bienheureux des Églises catholiques
référencés ci-après voire -avant :
- l'Église catholique fête particulièrement la Transfiguration de Jésus de Nazareth en Moïse et Élie sur le mont palestinien (israélien) T(h)abor / Tavor, sous les yeux de trois de ses douze apôtres, les futurs saints (Simon-) Pierre, Jacques (le majeur) et Jean, où il est proclamé sauveur du monde par une/des voix célestes selon l'évangile du Nouveau testament biblique (d'où également la fête des Sauveur et leurs variantes ci-après ; voir aussi 16 juillet du mont palestinien Carmel et des Carmen, carmes etc.).

- Benedetto et ses 2 compagnons († 1936), bienheureux prêtres capucins martyrs de la guerre civile espagnole.
- Berthe de Bibourg († 1151), bienheureuse, née en Bavière, fille du comte d'Hilpoltstein, sœur de saint Éberhard, fonda un monastère bénédictin et un hospice.
- Charles Lopez Vidal († 1936), bienheureux, martyr de la guerre civile d'Espagne, dans la région de Valence.
- Chrémès († 1116), ermite sur un rocher à pic en Sicile, puis premier abbé du monastère qu'y fonda Roger de Sicile, selon la règle de saint Basile.
- Dominique de Guzmán († 1221), fondateur de l'Ordre des frères prêcheurs ; célébration locale à la date de sa mort[14], célébration principale le 8 août[15].
- Marie-Françoise († 1904), de son vrai nom Anne-Marie Rubatto, bienheureuse, fondatrice d'un institut de Sœurs Tertiaires capucines.
- Octavien de Quingey († 1128), évêque de Savone, frère du pape Calixte II.
- Schécelin de Trèves († 1138) - ou « Gézelin », « Ghislain », « Gisle » ou « Jocelyn » -, bienheureux, ermite du Luxembourg dans le diocèse de Trèves ; date principale, célébré aussi le ?
- Thaddée Dulny († 1942) - ou « Tadeusz Dulny » -, séminariste polonais mort au camp de concentration de Dachau en Bavière.

#### Saints orthodoxes?
Outre les saints œcuméniques voire pré-schismatiques ci-avant, aux dates parfois "juliennes" / orientales ...
- Théoctiste de Tchernigov († 1123), moine puis higoumène (abbé) de la Laure des Grottes de Kiev, évêque de Tchernihiv.

### Prénoms du jour
Bonne fête aux Sauveur, Salvador, Salvatore, Toto, etc.
Et aussi aux :
- Dahud et sa variante bretonne Dahut.
- Aux Félicissime et ses variantes dont Felicissimus etc. (6 et 7 août des martyrs de 258, voire 12 février).
- Aux Octavien et ses variantes : Octavienne, Ottaviano, Ottaviana, Outavian, etc.
- Aux Sixte, Sixtine, Syxte, Xyste, ce six.

## Traditions et superstitions

### Dicton
« Si le vent souffle le 6 août, le blé sera cher toute l'année. S'il ne souffle pas, il sera bon marché.  »

### Astrologie
Signe du zodiaque : quinzième jour du signe astrologique du lion.

## Toponymie
Les noms de plusieurs voies, places, sites ou édifices de pays ou régions francophones contiennent cette date sous différentes graphies possibles : voir Six-Août .